# Мухарка попеляста
Мухарка попеляста (Melaenornis microrhynchus) — вид горобцеподібних птахів родини мухоловкових (Muscicapidae). Мешкає в Східній Африці.

## Систематика
Раніше птаха відносили до роду Бура мухарка (Bradornis), однак за результатами молекулярно-генетичного дослідження, опублікованого в 2010 році, вид був переведений до роду Мухарка (Melaenornis).

## Підвиди
Виділяють п'ять підвидів:
- M. m. microrhynchus (Reichenow, 1887) — південно-західна Кенія і Танзанія;
- M. m. neumanni (Hilgert, 1908) — від Південного Судану до центрального Сомалі і північної Кенії;
- M. m. burae (Traylor, 1970) — південний схід Сомалі і схід Кенії;
- M. m. taruensis (Van Someren, 1921) — південно-східна Кенія;
- M. m. pumilus (Sharpe, 1895) — центральна Ефіопія і північне Сомалі.

## Поширення і екологія
Попелясті мухарки мешкають в Південному Судані, Ефіопії, Кенії, Танзанії, Уганді і Сомалі. Вони живуть в сухій савані і сухих чагарникових заростях на висоті до 2000 м над рівнем моря.